# Pamela Conn
Pamela Conn (* 20. Jahrhundert) ist eine US-amerikanische Film- und Musikproduzentin.
Conn arbeitete zunächst als Journalistin, in ihren Zwanzigern war sie für Detroit News tätig. Später war sie für verschiedene Präsidentschaftskampagnen tätig und produzierte diesbezüglich Werbung. Derzeit ist sie im Bereich der Musik aktiv und im Voiceover. Zu ihren Kunden zählen Universitäten und Museen. Conn betreibt mit Pamela Conn Productions und The Courage Within zwei eigene Produktionsfirmen.
Bei der Oscarverleihung 1988 gewann sie gemeinsam mit Sue Marx für Young at Heart den Oscar in der Kategorie Bester Dokumentar-Kurzfilm.